# Гримстад
Гримстад (норв. Grimstad) је град у Норвешкој. Град је у оквиру покрајине Јужне Норвешке и други је по величини и значају град округа Источни Агдер.

## Географија
Град Гримстад се налази у јужном делу Норвешке. Од главног града Осла град је удаљен 280 km југозападно од града.
Гримстад се налази на југозападној обали Скандинавског полуострва. Град се развио на дну омањег залива, у невеликој долини уз море. Изнад града се издижу планине. Сходно томе, надморска висина града иде од 0 до 40 м надморске висине.

## Историја
Први трагови насељавања на месту данашњег Гримстада јављају се у доба праисторије. Данашње насеље основано је у 16. веку, а 1622. године проглашено је луком. Гримстад је стекао градска права 1816. године.
Током петогодишње окупације Норвешке (1940—45) од стране Трећег рајха Гримстад и његово становништво нису значајније страдали.

## Становништво
Данас Гримстад са предграђима има око 10 хиљада у градским границама, односно око 21 хиљаду у оквиру општине. Последњих година број становника у граду се повећава по годишњој стопи од 1,5%.

## Привреда
Привреда Гримстада се традиционално заснива на поморству и индустрији. Последњих година значај трговине, пословања и услуга је све већи.

## Збирка слика
- Главна улица старог Гримстада
- Универзитет Агдера - кампус у Гримстаду
- Главна градска црква
- Градско читалиште